# Maresa Sedlmeir

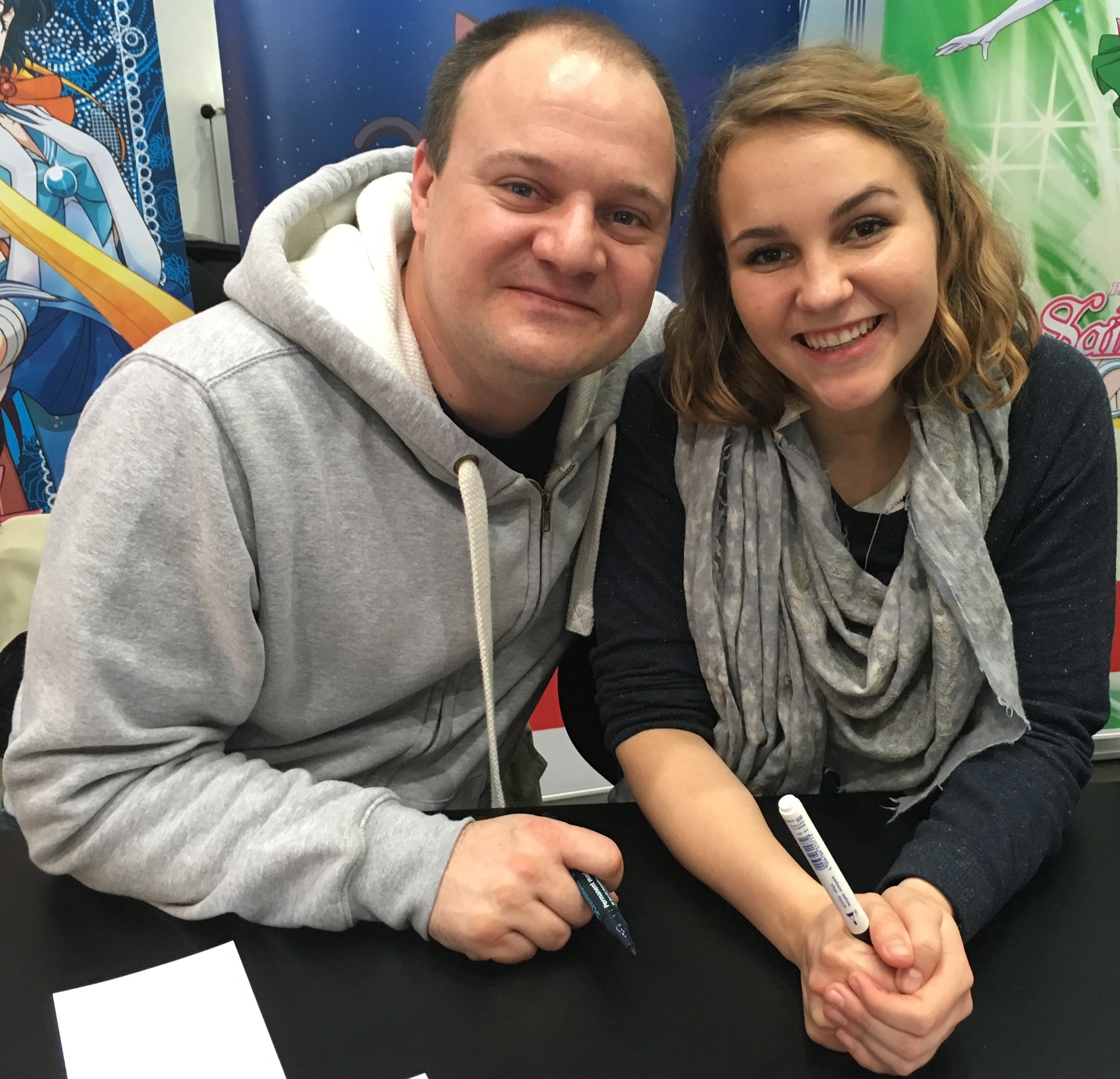
Dominik Auer und Maresa Sedlmeir (rechts) auf der Leipziger Buchmesse 2016

Maresa Sedlmeir (* 24. Januar 1995) ist eine deutsche Synchronsprecherin und Journalistin.

## Leben
Sedlmeir wuchs in der Nähe von München auf. Bereits im Kindesalter begann sie zu synchronisieren. Sie studierte Nordamerikastudien und Kulturwissenschaften an der LMU München. Anschließend studierte sie Kulturjournalismus an der Theaterakademie August Everding und der HFF München.
Sedlmeir ist eine Nichte des Comedians und Schauspielers Christian Tramitz, Schwester der Schauspieler Paul Sedlmeir und Pirmin Sedlmeir sowie Urenkelin des Volksschauspielers Paul Hörbiger.
Maresa Sedlmeir ist die deutsche Synchronstimme von Bella Thorne (Shake It Up – Tanzen ist alles) und Dove Cameron (Liv und Maddie).
Im September 2023 wurde sie mit dem Deutschen Schauspielpreis in der Kategorie „Die Stimme“ ausgezeichnet.

## Synchronrollen (Auswahl)
Bella Thorne
- 2011–2013: als Cecelia 'CeCe' Jones in Shake It Up – Tanzen ist alles
- 2015: als Madison Morgan in DUFF – Hast du keine, bist du eine
- 2010: als Jolie in K.C. Undercover
- 2012: als Avalon Greene in Beste Freinde
- 2014: als Celie in Die Coopers – Schlimmer geht immer
- 2018: als Reagan in Assasination Nation
- 2018: als Veronica Calder in I Still See you – Sie lassen dich nicht ruhen
- 2018: als Katie Price in Midnight Sun – Alles für dich
- 2020: als Arielle in Famous in Love
- 2022: als Rose in Masquerade

Dove Cameron
- 2014–2017: als Liv Rooney / Maddie Rooney in Liv und Maddie
- 2014: als Kayla Morgan in Halfpipe Feeling
- 2014–2017: als Ruby in Agents of S.H.I.E.L.D
- 2015: als Mal in Descendants – Die Nachkommen
- 2017: als Mal in Descendants 2 – Die Nachkommen
- 2020: als Mal in Descendants 3 – Die Nachkommen
- 2021: als Betsy in Schmigadoon!
- 2022: als Kansas City Shaw in Rache auf Texanisch
- 2023: als Nancy in Schmicago!

Niamh Wilson
- 2006: als Claire (jung) / Rose in The Marsh – Der Sumpf
- 2006: als Susie in Runaway

### Filme
- 2005: Miyuu Tsuzuhara als Marlene Wallace in Final Fantasy VII: Advent Children
- 2007: Caroline Ford als Jennifer in Der Glücksbringer
- 2007: Noriko Hidaka als Satsuki in Mein Nachbar Totoro
- 2007: Emma Lockhart als Gwen Stanton in Wintersonnenwende – Die Jagd nach den sechs Zeichen des Lichts
- 2011: als Lillifee in Prinzessin Lillifee und das kleine Einhorn
- 2018: Luna Wedler als Mia in Blue My Mind
- 2018: Odeya Rush als Joyce Bonner in Spinning Man – Im Dunkel deiner Seele

### Serien
- 2015–2017: Rosabell Laurenti Sellers als Tyene Sand in Game of Thrones
- 2016: Sol Moreno als Daniela in Soy Luna
- 2017–2020: Isabella Gomez als Elena in One Day at a Time
- 2017–2018: Giovanna Reynaud als Emilia in Soy Luna
- 2018–2021: Madeleine Mantock als Macy Vaughn in Charmed
- 2019–2021: Anna Akana als Sasha Waybright in Disney Amphibia
- 2019–2020: Sophie Reynolds als Isabel McKenna in L.A.’s Finest
- 2019–2021: Alexa Davies als Meg in Dead Pixels
- 2019–2021: Hailee Steinfeld als Emily Dickinson in Dickinson
- 2020–2022: Mia Healey als Shelby Goodkind in The Wilds
- seit 2021: Krista Kosonen als Alfhildr Enginnsdottir in Beforeigners
- seit 2022: Phia Saban als Prinzessin/Königin Helaena Targaryen in House of the Dragon